# Ист Квинси (Калифорнија)
Ист Квинси (енгл. East Quincy) насељено је место без административног статуса у америчкој савезној држави Калифорнија.

## Демографија
По попису из 2010. године број становника је 2.489, што је 91 (3,8%) становника више него 2000. године.
| Група             | 2000.         | 2010.         |
| Белци             | 2.150 (89,7%) | 2.079 (83,5%) |
| Афроамериканци    | 60 (2,5%)     | 79 (3,2%)     |
| Азијати           | 19 (0,8%)     | 15 (0,6%)     |
| Хиспаноамериканци | 78 (3,3%)     | 161 (6,5%)    |
| Укупно            | 2.398         | 2.489         |